# Мусрепов, Габит Махмутович

Памятная монета Казахстана номиналом 50 тенге, посвящённая 100-летию со дня рождения Габита Мусрепова

Габи́т Махму́тович Мусре́пов (каз. Ғабит Махмұтұлы Мүсірепов) (9 (22) марта 1902 — 31 декабря 1985) — казахский советский писатель, переводчик, критик и драматург, общественный деятель.
Академик АН Казахской ССР (1958), народный писатель Казахской ССР (1984), Герой Социалистического Труда (1974).
Председатель правления Союза писателей Казахстана (1956—1962 и 1964—1966), секретарь Союза писателей СССР (с 1959). Депутат Верховного Совета СССР 5-го созыва (1958—1962), депутат Верховного Совета Казахской ССР.

## Биография
Габит Мусрепов родился 9 (22) марта 1902 года в ауле Жанажол Жамбылского района Северо-Казахстанской области. Происходит из рода сибан племени керей Среднего жуза.
Обучившись в родном ауле грамоте, в 1916 году поступил в русское двухклассное училище, где проучился один год, затем поступил в русскую школу 2-й ступени, которую окончил в 1921 году.
В 1923—1926 годах учился сначала на рабочем факультете в Оренбурге и затем в Омском сельскохозяйственном институте. Много лет работал редактором разных газет и журналов, секретарём и первым секретарём Правления Союза писателей Казахстана, членом Правления Союза писателей СССР. Был также членом ЦК КП Казахстана и председателем Верховного Совета Казахской ССР. Свою литературную деятельность Мусрепов начал в 1925 году. Первая повесть «В пучине» (1928) — о событиях Гражданской войны 1918—1920. С 1928 года участвовал в литературно-художественном журнале «Жана-Адебиет».
Писатель не воевал на фронте, но переводил статьи и рассказы писателей-фронтовиков для тыла, например, Баубека Булкишева и других. И сам писал на эту тему.
Количество написанных им сочинений (романы, рассказы, повести, драмы, поэма в прозе, статьи, тексты выступлений, сценариев, очерки, переводы) — 592. Произведения Мусрепова были переведены на 34 языков мира Количество произведений писателя переведённых на русский язык — 295.
Скончался 31 декабря 1985 года, в канун Нового года в 7 часов вечера в возрасте 83 лет от остановки сердца в своём доме. Похоронен на Кенсайском кладбище Алматы.
Рассказы и повести
Цикл «Первые шаги»:
- «В пучине» (повесть, первое название было «В приливе моря» и «Приливная жизнь»),
- «Два края»,
- «Первые шаги» (повесть),
- «Шугыла»,
- «Проигравший Есрафил»,
- «Мужик Каптагай».

Цикл «Легенды о матери»:
- «Мать человека»,
- «Мать, победившая смерть»,
- «Приговор матери не изменится»,
- «Мать матери»,
- «Горестная мать»,
- «Защита матери»,
- «Мужественная мать»,
- «Аклима»,
- «Амина»,
- «Две женщин — два мира»,
- «Песня матери».

Цикл «В двадцать четыре часа»:
- «В двадцать четыре часа»,
- «Первый фонтан»,
- «Один день пастушки Айгуль»,
- «Поход жизни»,
- «Песня сокола»,
- «Плоский нос»,
- «Наш Би-ага»,
- «Второй Би-ага»,
- «Этнографический рассказ»,
- «Автобиографический рассказ»,
- «Дыня»,
- «Мастера»,
- «Без слов следа его»,
- «В буранной ночи»,
- «Казахи, друзья мои»,
- «Шутки друзей»,
- «Под снежной дождью».

Цикл «В неизмененном виде»:
- «Кто стрелял в волка»,
- «Тимка—Димка»,
- «Младший Слекеевых».

Цикл «Японская баллада»:
- «Рассказ спины»,
- «Рассказ глаза»,
- «Рассказ камни».

Поэма в прозе
- «Однажды и на всю жизнь» (1968)

Публицистические произведения
- «Герой большевик Аманкельды» (очерк; совместно с Б. Майлы, на казахском языке, 1936),
- «Не усложнять, друзья!» (статья на казахском)
- «Высокая личность героя» (очерк; на казахском, 1972),
- «Три чёрных коней Бошая» (очерк; на казахском, 1972),
- «Почему затылок чешется» (статья; на казахском, 1944),
- «Критика лошади» (очерк; на казахском, 1949),
- «Японские впечатления» (очерк; на казахском, 1965),
- «Встречи» (очерк; на казахском, 1966),
- «Первый фестиваль всей африканской культуры» (очерк; на казахском, 1968),
- «Борьба, произошедший в небе» (очерк; на казахском, 1968),
- «Феномен—Феникс» (очерк; 1971, на казахском),
- «Чудо!» (очерк; на казахском, 1971),
- «Наш великий писатель» (статья; на казахском, 1977),
- «Начнём с конюшни Авдея» (статья; на казахском, 1976),
- «Очерк пусть будет как художественное произведение» (выступление; на русском, на казахский перевёл Еркимбай Алимкул, 1976).

Сценарии
- «Аманкельды» (совместно с В. Ивановым, Б. Майлы, 1936—1937),
- «Кыз Жибек» (1969—1970).

Известные романы
- «Солдат из Казахстана» (1944—1950),
- «Пробуждённый край» (1950—1953),
- «Улпан её имя» (1934—1974),
- «В руке чужого» (вторая книга «Пробуждённого края»; 1980—1983, декабрь; опубликован в 1984).

Драматические произведения
- музыкальная драма «Кыз Жибек» (1934) (на её основе было создано либретто первой казахской оперы — муз. Е. Г. Брусиловского),
- пьеса «Аманкельды» (1936, пост. 1937 и 1952),
- пьеса «Козы Корпеш — Баян сулу» (1939),
- пьеса «Трагедия поэта» (1958, 1-я редакция под названием «Ахан-Сере и Актокты», 1942) — о казахском певце и композиторе XIX века Акан-Серы раскрывает трагедию поэта и мыслителя, выступившего против многовековых предрассудков.
- сценарий фильма «Кыз-Жибек» (1970).

Переводы с русского на казахский
- «Дороги, которые мы выбираем» (из О. Генри),
- «К призу — приз» (из О. Генри),
- «Последний лист» (из О. Генри),
- «Проволочная железная ограда» (из Тагарао Сильвестр),
- «Песня о Соколе» (из М. Горького),
- «Один из королей Республики» (из М. Горького),
- «В подвале» (из В. Василевской),
- «Дорогой отец…» (из С. Нариньяни),
- «В улице Киева» (из Зольтан Вейнбергер),
- «Они сражались за Родину» (из М. Шолохова),
- «Рождение эпоса» (из Б. Полевого),
- «О жизни и смерти» (из Б. Булкыша),
- «Хочу жить» (из Б. Булкыша),
- «Жизнь принадлежит нам» (из Б. Булкыша),
- «Письмо к сыну Востоку» (из Б. Булкыша),
- «Слушай, Кавказ» (из Б. Булкыша),
- «Мать» (из Б. Булкыша),
- «Зло и любовь» (из Б. Баукыша),

## Интересные факты
- Он любил рукоделие с ветвями красивых деревьев. Сохранились фотографии, где он мастерит с ветвями деревьев и около 100 образцов, сделанных им.
- Любил играть в бильярд.
- Любил охоту. Он ездил в охоту с писателями (например, Габиден Мустафин, Мухтар Ауезов), министрами, композиторами (Муканом Тулебаевым, Еркегали Рахмадиевым), актёрами (например, Калибек Куанышбаевым, Елубаем Умурзаковым), певцами.
- Писатель всегда был опрятным и чистоплотным. Сабит Досанов, один из его учеников, пишет в своих воспоминаниях о Мусрепове:

 «Сначала он позволяет делать ухожерке (специальный массаж лица). Затем натирает пудрой и надевает пальто. Он ходит в ритме и одевается не торопясь. Он распыляет французские духи. Когда он носит большие тёмные очки, морщины на его лице станут почти не видными. Также галстук должен соответствовать костюму или носкам. Он должен сочетаться с туфлями. После причёсывания и польстения[прояснить] Габит Мусрепов превращается в 20-летнего мужчину. Вправду, писатель много раз стоял перед зеркалом и так великолепно следил за собой. Причём причиной того, что он так ходил, была жена Габена Хусни. Жёны других гладили утюгом брюки с водой, а жена Габена брызгала духами и гладила», — говорится в воспоминании.
- Он ездил за границу в составе литературных делегаций в Узбекскую ССР, Белорусскую ССР, Туркменскую ССР, РСФСР, Японию (вместе с Симоновым, Зульфией в 1965 году; а до этого посещал с визитом в данную страну два раза, один визит вместе с М. Стельмахом, А. Н. Арбузовом), Индонезию, Бейрут, Индию, Египет, Нигерию, Судан, Италию (вместе с Полевым и Марковым), Францию, США (в 1963, в город Бостон; из этого города привёз в свой дом фотографию женщины с ребёнком, фотография до сих пор хранится в мемориальном доме-музее писателя). В перечисленных очерках рассказывает о некоторых своих зарубежных поездках.
- У писателя не было «второго, третьего варианта» в своих произведениях. Он писал свои сочинения карандашом, чтобы стирать ластиком непонравившиеся ему места. Некоторые произведения были написаны арабской графикой (например, произведения до 1929 года и сценарий «Кыз Жибек»), латинской графикой (произведения до 1940 г.) казахского языка.
- Литературный псевдоним — Ельтин-Жал[7].

## Библиография

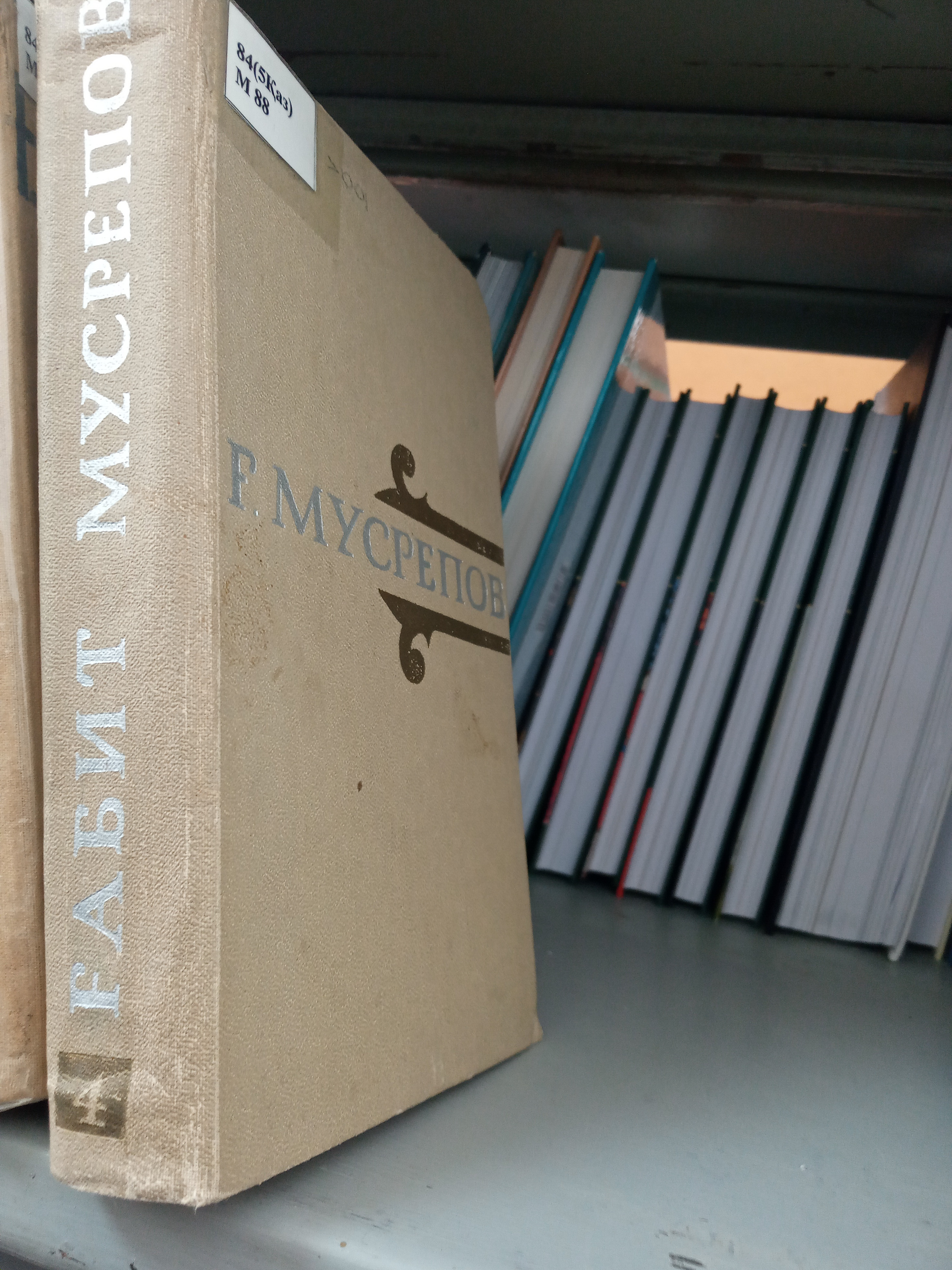
Габит Мусреп. Собрание сочинений в 5 томах. Обложка и корешка (общее оформление всех томов) 4-того тома. Алматы, издательство Жазушы, 1975.

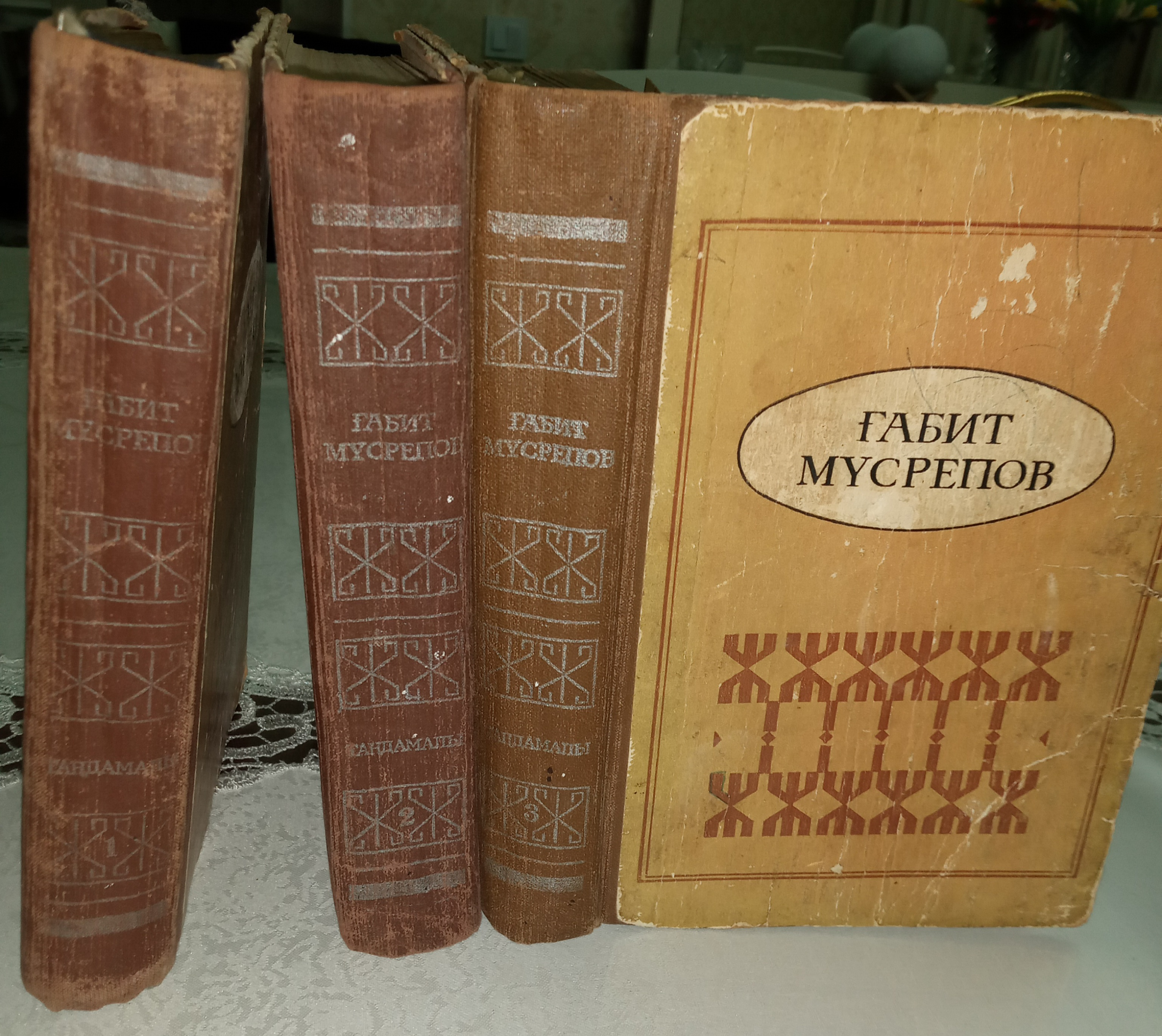
Габит Мусреп. Избранные произведения в 3 томах. Алматы, Жазушы, 1980.

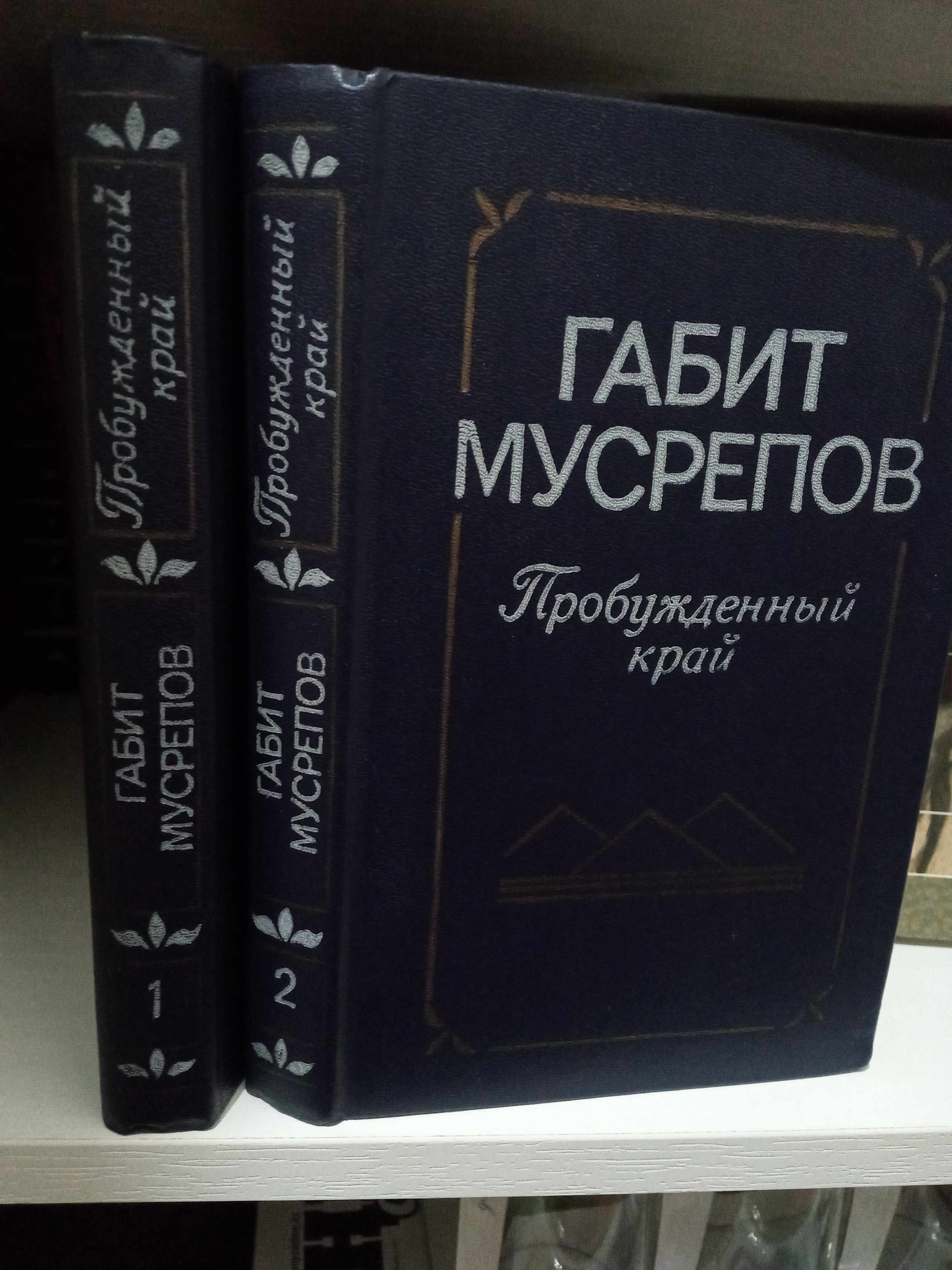
Габит Мусреп. Пробуждённый край (в 2 книгах). Алматы, издательство Жазушы, 1985, 896 стр. (1 и 2 том по 448 страниц).

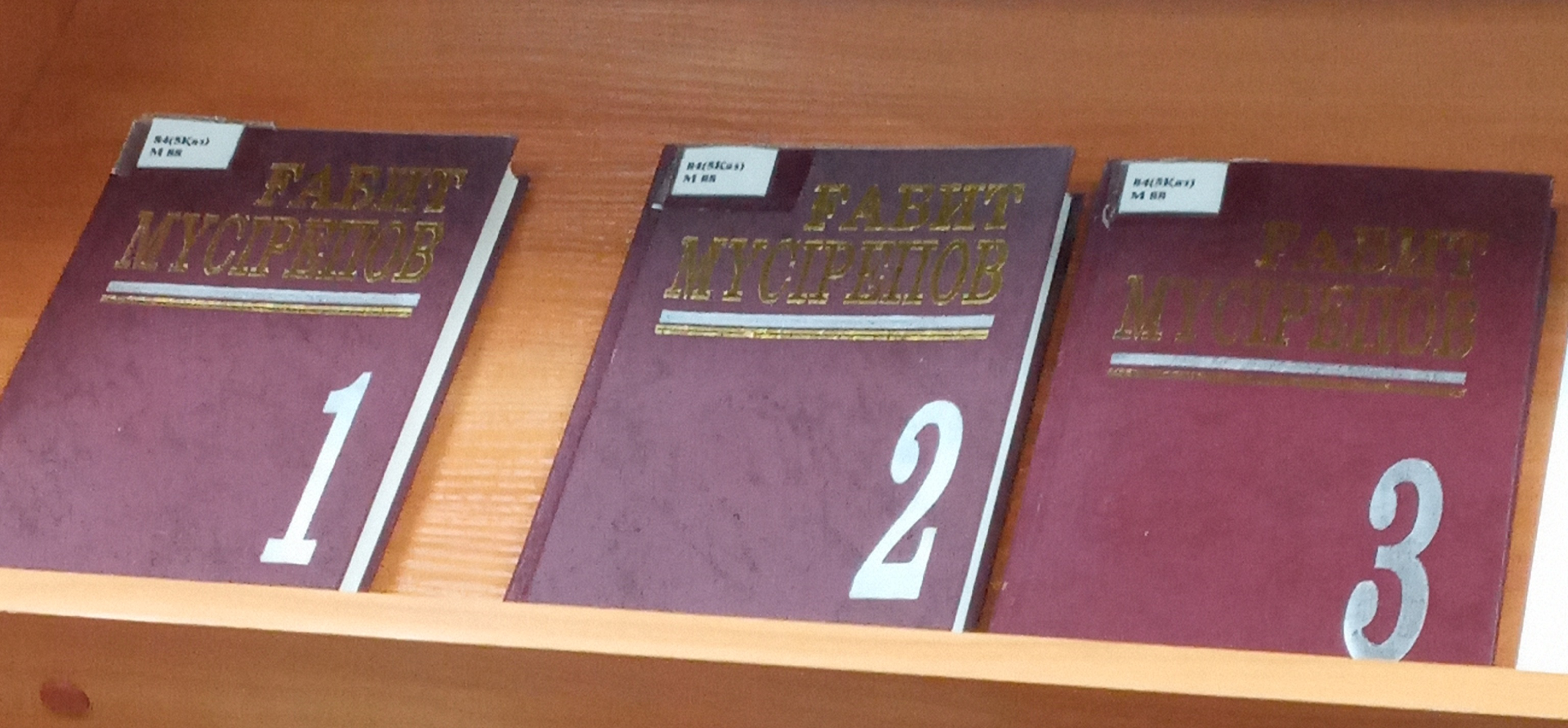
Многотомное собрание сочинений (на казахском языке). Алматы, издательство Жазушы, 2002

## Фильмография

### Экранизации
- 1977 — Однажды и на всю жизнь — по мотивам одноимённой повести
- 1982 — Дыня — по одноимённому рассказу

### Сценарист
- 1938 — Амангельды, сосценарист
- 1942 — Боевой киносборник № 12, автор сценария новеллы «Сын бойца»
- 1950 — Советский Казахстан (документальный)
- 1954 — Поэма о любви, сценарист, по мотивам народного эпоса
- 1969 — Кыз-Жибек, сценарист, по мотивам казахской народной лиро-эпической поэмы
- 1972 — Горизонты, сосценарист

## Награды и премии
- Герой Социалистического Труда (1974).
- Награждён тремя орденами Ленина, двумя орденами Трудового Красного Знамени, орденами Октябрьской Революции, Дружбы народов и медалями.
- Лауреат Государственной премии КазССР имени Абая (1970) за поэму «Однажды и на всю жизнь», Лауреат премии им. Ч. Ч. Валиханова (1976).

## Семья
- Первая жена — Каншайым, брак был недолгим, детей нет[8]
- Вторая жена — Хусни Ягфарова (ум. 1964), татарка, выпускница педагогического института. Брак продлился 40 лет (1924—1964).
- Третья жена — Раиса Мухамедьярова, заслуженная артистка Казахской ССР, в браке прожили 8 лет (1964—1972). «Если бы у меня спросили, случилась ли в моей жизни настоящая любовь, я бы ответил, что да. Ею стала моя единственная Раечка»[9]
- Четвёртая жена — Газиза Бисенова, бывшая машинистка М. Ауэзова и личный секретарь Мусрепова, детей нет.

От двух жён (второй и третьей) родились шесть дочерей.

## Память
В мае 1987 года был создан мемориальный дом-музей Г. Мусрепова.
8 февраля 1999 года был создан Государственный литературно-мемориальный музейный комплекс Сабита Муканова и Габита Мусрепова.
В 2002 году к столетию писателя в Алма-Ате был установлен бронзовый памятник на проспекте Аблай-хана перед зданием ТЮЗа им. Г. Мусрепова, его именем назван бульвар.
К столетию писателя были выпущены почтовая марка и памятная монета.
В его честь был назван теплоход на реке Иртыш, приписанный к Омскому порту.